# Tamara Gómez Garrido
Tamara Gómez Garrido (Elche, 3 de abril de 1991) es una deportista española que compite en triatlón. Ganó una medalla de bronce en el Campeonato Europeo de Triatlón de Velocidad de 2019.

## Palmarés internacional
| Campeonato Europeo | Campeonato Europeo | Campeonato Europeo | Campeonato Europeo |
| Año                | Lugar              | Medalla            | Prueba             |
| ------------------ | ------------------ | ------------------ | ------------------ |
| 2019               | Kazán (Rusia)      | Medalla de bronce  | Individual         |